# Hannah Brier
Hannah Brier (3 de febrero de 1998) es una deportista de Reino Unido que compite en atletismo. Ganó una medalla de oro en los Juegos de la Mancomunidad de 2022, en la prueba de 200 m.